# Helius (Helius) euryphallus
Helius (Helius) euryphallus is een tweevleugelige uit de familie steltmuggen (Limoniidae). De soort komt voor in het Oriëntaals gebied.